# Seugy
Seugy är en kommun i departementet Val-d'Oise i regionen Île-de-France i norra Frankrike. Kommunen ligger i kantonen Viarmes som tillhör arrondissementet Sarcelles. År 2022 hade Seugy 1 039 invånare.

## Befolkningsutveckling
Antalet invånare i kommunen Seugy
| Referens: INSEE |